# 존 맬러리 애셔
존 맬러리 애셔(John Mallory Asher, 1971년 1월 13일 ~ )는 미국의 배우, 영화 감독이다.

## 출연 작품
- 아이 헤이트 키즈 (2017)
- 어 보이 콜드 포 (2016)
- 투큰 (2015)
- 후 더 F 이즈 버디 애플바움 (2013)
- 섬바디 메리 미 (2013)
- 드류 피터슨: 언터처블 (2012)
- 프레드 앤 비니 (2011)
- 레키지 (2010)
- 더티 러브 (2005)
- 원 트리 힐 (2003)
- 땡크 헤븐 (2001)
- 스페이스 카우보이 (2000)
- 다이아몬드 (1999)
- 로빈슨 가족 (1998, The New Swiss Family Robinson)
- 카운터 피트 (1996)
- 마지막 영웅 (1994)
- 더블 드래곤 (1994)
- 스펌 뱅크 (1992)